# Eufotisk zon
Den eufotiska zonen (grekiska för "välbelyst": εὖ  "bra" + φῶς "ljus") är den övre solbelysta delen av en vattenmassa i vilken fotosyntes kan ske - vanligen räknas den ned till det djup där den fotosyntetiska effekten är 1 % av den vid ytan. Dess djup kan påverkas kraftigt av säsongsberoende turbiditet. I öppet hav sträcker den sig ned till högst 200 meters djup. Under den eufotiska zonen kan man urskilja en dysfotisk zon med otillräckligt solljus för fotosyntes (eller åtminstone för en fotosyntes som överstiger respirationen), ned till högst 1000 m, men tillräckligt för biologisk påverkan. Ibland räknas den dysfotiska zonen tillsammans med den eufotiska zonen som den fotiska zonen, men oftast används fotisk som synonym för eufotisk. Under den dysfotiska zonen ligger den afotiska zonen med evigt mörker som utgör större delen av världshavens vattenmassa. (Encyclopaedia Britannica anger gränserna eufotisk/dysfotisk och dysfotisk/afotisk till 80 resp 200 m.)
Vattnets genomskinlighet, som ju avgör den eufotiska zonens tjocklek, mäts med en secchiskiva eller med en fotometer.